# شونتال
شونتال (به آلمانی: Schöntal) یک شهر در آلمان است که در هوهنلوهه واقع شده‌است. شونتال ۵٬۸۶۸ نفر جمعیت دارد.